# Stazione di Riparbella
La stazione di Riparbella è una fermata ferroviaria posta sulla linea Cecina-Volterra. Serve il centro abitato di Riparbella.

## Strutture e impianti
La fermata di Riparbella sorge in una posizione periferica rispetto al paese, al termine di un lungo viale di cipressi.
La fermata dispone di un fabbricato viaggiatori di piccole dimensioni. Lo stile del fabbricato è comune ad altri della linea nell’architettura, caratterizzato da tre archi nella parte lato binari ove trovano posto l’ufficio movimento, la sala d’attesa e l’accesso all’appartamento del capostazione. Accanto al Fabbricato Viaggiatori, a destra e sinistra, si trovano altri due fabbricati che ospitarono i servizi igienici e un magazzino di servizio. Entrambi giacciono in condizioni di degrado ed abbandono.
La fermata dispone del solo binario di corsa della linea, servito da apposita banchina.

## Movimento
L'impianto è servito da treni regionali svolti da Trenitalia nell'ambito del contratto di servizio stipulato con la Regione Toscana. Da settembre 2020 il servizio è stato sostituito con corse autolinee.

## Cultura
La stazione di Riparbella è citata nel film La chimera di Alice Rohrwacher uscito nelle sale nel 2023, ma le riprese sono state in realtà girate nella stazione di Gallese-Bassanello in provincia di Viterbo, che è stata per l'occasione rinominata tramite l'apposizione di nuove insegne temporanee.